# 23. Primetime Emmy-gála
A 23. Primetime Emmy-gála során az 1970 és 1971 között főműsoridőben bemutatott, amerikai televíziós programokat értékelték. A jelölteket az Academy of Television Arts & Sciences választotta ki. A Los Angeles-i Hollywood Pantages Theatreben tartott ceremóniát az NBC tűzte műsorra 1971. május 9-én. A műsor házigazdája Johnny Carson volt.

## Győztesek és jelöltek
A nyertesek félkövérrel jelölve.

### Műsorok
| Legjobb vígjátéksorozat | Legjobb drámasorozat |
| --- | --- |
| - All in the Family (CBS) - Arnie (CBS) - Love, American Style (ABC) - The Mary Tyler Moore Show (CBS) - The Odd Couple (ABC) | - The Bold Ones: The Senator (NBC) - The First Churchills (PBS) - Ironside (NBC) - Marcus Welby, M.D. (ABC) - NET Playhouse (PBS)                                                                                            |
| Legjobb varieté szkeccssorozat | Legjobb talk varieté-show |
| - The Flip Wilson Show (NBC) - The Carol Burnett Show (CBS) - Rowan & Martin's Laugh-In (NBC) | - The David Frost Show (szindikált sugárzás) - The Dick Cavett Show (ABC) - The Tonight Show Starring Johnny Carson (NBC) |
| Legjobb modern zenei műsor | Legjobb klasszikus zenei műsor |
| - Singer Presents Burt Bacharach (CBS) - Another Evening with Burt Bacharach (NBC) - Harry and Lena (ABC) | - NET Festival (Epizód: "Leopold Stokowski") (PBS) - NET Fanfare (Epizód: "Swan Lake") (PBS) - NET Opera Theater (Epizód: "Queen of Spades") (PBS)                                                                           |
| Legjobb napi műsor | Legjobb gyerekműsor |
| - Today (NBC) - The Galloping Gourmet (Syndicated) | - Szezám utca (PBS) - Kukla, Fran and Ollie (PBS) |
| Legjobb sportműsor | Az év műsora |
| - ABC's Wide World of Sports (ABC) – Roone Arledge - ABC's Wide World of Sports (ABC) – Jim McKay - NFL Monday Night Football (ABC) – Don Meredith - 34th Masters Tournament (CBS) - NCAA Football (ABC) - NFL Monday Night Football (ABC) – Roone Arledge and Chet Forte | - The Andersonville Trial (PBS) - Hallmark Hall of Fame (Epizód: "Hamlet") (NBC) - Hallmark Hall of Fame (Epizód: "The Price") (NBC) - Night Gallery (Epizód: "They're Tearing Down Tim Riley's Bar") (NBC) - Vanished (NBC) |
| Legjobb új sorozat | |
| - All in the Family (CBS) - The Bold Ones: The Senator (NBC) - The Flip Wilson Show (NBC) - The Mary Tyler Moore Show (CBS) - The Odd Couple (ABC) | |

### Színészek

#### Főszereplők
| Legjobb férfi főszereplő (vígjátéksorozat) | Legjobb női főszereplő (vígjátéksorozat) |
| --- | --- |
| - Jack Klugman (Oscar Madison) - The Odd Couple (ABC) - Ted Bessell (Donald Hollinger) - That Girl (ABC) - Bill Bixby (Tom Corbett) - The Courtship of Eddie's Father (ABC) - Carroll O'Connor (Archie Bunker) - All in the Family (CBS) - Tony Randall (Felix Unger) - The Odd Couple (ABC) | - Jean Stapleton (Edith Bunker) - All in the Family (CBS) - Mary Tyler Moore (Mary Richards) - The Mary Tyler Moore Show (CBS) - Marlo Thomas (Ann Marie) - That Girl (ABC)        |
| Legjobb férfi főszereplő (drámasorozat) | Legjobb női főszereplő (drámasorozat) |
| - Hal Holbrook (Hays Stowe) - The Bold Ones: The Senator (NBC) - Raymond Burr (Robert T. Ironside) - Ironside (NBC) - Mike Connors (Joe Mannix) - Mannix (CBS) - Robert Young (Marcus Welby) - Marcus Welby, M.D. (ABC)                                                                      | - Susan Hampshire (Sarah Churchill) - The First Churchills (PBS) - Linda Cristal (Victoria Montoya) - The High Chaparral (NBC) - Peggy Lipton (Julie Barnes) - The Mod Squad (ABC) |

#### Mellékszereplők
| Legjobb férfi mellékszereplő (vígjátéksorozat) | Legjobb női mellékszereplő (vígjátéksorozat) |
| --- | --- |
| - Ed Asner (Lou Grant) - The Mary Tyler Moore Show (CBS) - Michael Constantine (Seymour Kaufman) - Room 222 (ABC) - Gale Gordon (Harrison Carter) - Here's Lucy (CBS)                      | - Valerie Harper (Rhoda Morgenstern) - The Mary Tyler Moore Show (CBS) (Epizód: "Support Your Local Mother") - Agnes Moorehead (Endora) - Bewitched (ABC) - Karen Valentine (Alice Johnson) - Room 222 (ABC)                                           |
| Legjobb férfi mellékszereplő (drámasorozat) | Legjobb női mellékszereplő (drámasorozat) |
| - David Burns (Mr. Solomon) - Hallmark Hall of Fame (Epizód: "The Price") (NBC) - James Brolin (Dr. Steven Kiley) - Marcus Welby, M.D. (ABC) - Robert Young (Earl Gannon) - Vanished (NBC) | - Margaret Leighton (Gertrude) - Hallmark Hall of Fame (Epizód: "Hamlet") (NBC) - Gail Fisher (Peggy Fair) - Mannix (CBS) - Susan Saint James (Peggy Maxwell) - The Name of the Game (NBC) - Elena Verdugo (Consuelo Lopez) - Marcus Welby, M.D. (ABC) |

#### Egyedülálló alakítások
| Kiemelkedő egyedülálló alakítás férfi főszereplőtől | Kiemelkedő egyedülálló alakítás női főszereplőtől |
| --- | --- |
| - George C. Scott (Victor Franz) - Hallmark Hall of Fame (Epizód: "The Price") (NBC) - Jack Cassidy (Otis Baker) - The Andersonville Trial (PBS) - Hal Holbrook (Hays Stowe) - A Clear and Present Danger (NBC) - Richard Widmark (Paul Roudebush) - Vanished (NBC) - Gig Young (Jones) - The Neon Ceiling (NBC) | - Lee Grant (Carrie Miller) - The Neon Ceiling (NBC) - Colleen Dewhurst (Mrs. Franz) - Hallmark Hall of Fame (Epizód: "The Price") (NBC) - Lee Grant (Leslie Williams) - Ransom for a Dead Man (NBC) |

### Rendezők
| Legjobb rendező (vígjátéksorozat) | Legjobb rendező (drámasorozat) |
| --- | --- |
| - The Mary Tyler Moore Show (CBS) (Epizód: "Toulouse Lautrec is One of My Favorite Artists") – Jay Sandrich - All in the Family (CBS) (Epizód: "Gloria's Pregnancy") – John Rich - The Mary Tyler Moore Show (CBS) (Epizód: "Support Your Local Mother") – Alan Rafkin | - The Bold Ones: The Senator (NBC) (Epizód: "The Day the Lion Died") – Daryl Duke - The Bold Ones: The Senator (NBC) (Epizód: "A Single Blow of a Sword") – John Badham - Hawaii Five-O (CBS) (Epizód: "Over Fifty? Steal!") – Bob Sweeney    |
| Legjobb rendező (varieté különkiadás) | Legjobb rendező (varietésorozat) |
| - Peggy Fleming at Sun Valley (NBC) – Sterling Johnson - George M! (NBC) – Walter C. Miller, Martin Charnin - Young People's Concerts: Anatomy of a Symphony Orchestra (CBS) – Roger Englander                                                                         | - Rowan & Martin's Laugh-In (NBC) (Epizód: "Orson Welles") – Mark Warren - The Andy Williams Show (NBC) (Epizód: "Christmas Show") – Art Fisher - The Flip Wilson Show (NBC) (Epizód: "David Frost, James Brown and The Muppets") – Tim Kiley |
| Legjobb rendező (egydülálló drámai műsor) | |
| - Hallmark Hall of Fame (Epizód: "The Price") (NBC) – Fielder Cook - A Clear and Present Danger (NBC) – James Goldstone - Hallmark Hall of Fame (Epizód: "Hamlet") (NBC) – Peter Wood - Tribes (ABC) – Joseph Sargent                                                  | |

### Forgatókönyvírók
| Legjobb forgatókönyv (vígjátéksorozat) | Legjobb forgatókönyv (drámasorozat) |
| --- | --- |
| - The Mary Tyler Moore Show (CBS) (Epizód: "Support Your Local Mother") – Allan Burns, James L. Brooks - All in the Family (CBS) (Epizód: "Meet the Bunkers") – Norman Lear - All in the Family (CBS) (Epizód: "Oh, My Aching Back") – Stanley Ralph Ross - Here's Lucy (CBS) (Epizód: "Lucy Meets the Burtons") – Bob Carroll Jr., Madelyn Davis | - The Bold Ones: The Senator (NBC) (Epizód: "To Taste of Death But Once") – Joel Oliansky - The Bold Ones: The Senator (NBC) (Epizód: "A Continual Roar of Musketry") – David W. Rintels - Four in One (NBC) (Epizód: "The Psychiatrist") – Jerrold Freedman |
| Legjobb forgatókönyv (varieté különkiadás) | Legjobb rendező (varietésorozat) |
| - Singer Presents Burt Bacharach (CBS) - The Doris Mary Anne Kappelhoff Special (CBS) - Jack Benny's Twentieth Anniversary Special (NBC) | - The Flip Wilson Show (NBC) (Epizód: "Lena Horne and Tony Randall") - The Carol Burnett Show (CBS) (Epizód: "Rita Hayworth") - Kraft Music Hall (NBC) (Epizód: "Kopykats Kopy TV")                                                                          |
| Legjobb eredeti forgatókönyv (drámaműsor) | Legjobb adaptált forgatókönyv (drámaműsor) |
| - Tribes (ABC) – Tracy Keenan Wynn, Marvin Schwartz - The Brotherhood of the Bell (CBS) – David Karp - San Francisco International Airport (NBC) – William Read Woodfield, Allan Balter | - The Andersonville Trial (PBS) – Saul Levitt - Hallmark Hall of Fame (Epizód: "Hamlet") (NBC) – John Barton - Vanished (NBC) – Dean Riesner |

## Fordítás
- Ez a szócikk részben vagy egészben  a(z)   23rd Primetime Emmy Awards című angol Wikipédia-szócikk fordításán alapul.  Az eredeti cikk szerkesztőit annak laptörténete sorolja fel. Ez a jelzés csupán a megfogalmazás eredetét és a szerzői jogokat jelzi, nem szolgál a cikkben szereplő információk forrásmegjelöléseként.